# Gran Premio motociclistico di Jugoslavia 1983
Il Gran Premio motociclistico di Jugoslavia 1983 fu il settimo appuntamento del motomondiale 1983.
Si svolse il 12 giugno 1983 sull'automotodrom Grobnik di Fiume e vide la vittoria di Freddie Spencer nella classe 500, di Carlos Lavado nella classe 250, di Bruno Kneubühler nella classe 125 e di Stefan Dörflinger nella classe 50.
Durante la gara della 125, Rolf Rüttimann cade e va a sbattere violentemente contro un guard rail. Muore in ospedale qualche ora dopo.

## Classe 500

### Arrivati al traguardo
| Pos | Pilota              | Moto   | Tempo     | Punti |
| --- | ------------------- | ------ | --------- | ----- |
| 1   | Freddie Spencer     | Honda  | 50:19.820 | 15    |
| 2   | Randy Mamola        | Suzuki | +7.410    | 12    |
| 3   | Eddie Lawson        | Yamaha | +19.860   | 10    |
| 4   | Kenny Roberts       | Yamaha | +26.820   | 8     |
| 5   | Takazumi Katayama   | Honda  | +47.160   | 6     |
| 6   | Marc Fontan         | Yamaha | +57.670   | 5     |
| 7   | Boet van Dulmen     | Suzuki | +1:09.140 | 4     |
| 8   | Giovanni Pelletier  | Honda  | +1:14.800 | 3     |
| 9   | Marco Lucchinelli   | Honda  | +1:15.140 | 2     |
| 10  | Sergio Pellandini   | Suzuki | +1:37.040 | 1     |
| 11  | Jack Middelburg     | Honda  | +1 giro   |       |
| 12  | Walter Migliorati   | Suzuki | +1 giro   |       |
| 13  | Barry Sheene        | Suzuki | +1 giro   |       |
| 14  | Philippe Coulon     | Suzuki | +1 giro   |       |
| 15  | Wolfgang von Muralt | Suzuki | +1 giro   |       |
| 16  | Franck Gross        | Honda  | +1 giro   |       |
| 17  | Gustav Reiner       | Suzuki | +1 giro   |       |
| 18  | Fabio Biliotti      | Honda  | +1 giro   |       |
| 19  | Eero Hyvärinen      | Suzuki | +1 giro   |       |
| 20  | Beni Slydal         | Suzuki | +1 giro   |       |
| 21  | Ernst Gschwender    | Suzuki | +1 giro   |       |
| 22  | Peter Huber         | Suzuki | +2 giri   |       |
| 23  | Chris Guy           | Suzuki | +2 giri   |       |
| 24  | Franz Kaserer       | Suzuki | +3 giri   |       |
| 25  | Josef Ragginger     | Suzuki | +3 giri   |       |

### Ritirati
| Pilota               | Moto   | Giri |
| -------------------- | ------ | ---- |
| Marco Greco          | Suzuki | 23   |
| Maurizio Massimiani  | Honda  | 16   |
| Franco Uncini        | Suzuki | 10   |
| Keith Huewen         | Suzuki | 7    |
| Ron Haslam           | Honda  | 5    |
| Dimitrios Papandreou | Yamaha | 5    |
| Børge Nielsen        | Suzuki | 1    |

### Non partiti
| Pilota            | Moto   |
| ----------------- | ------ |
| Raymond Roche     | Honda  |
| Leandro Becheroni | Suzuki |
| Virginio Ferrari  | Cagiva |

## Classe 250
36 piloti alla partenza.

### Arrivati al traguardo
| Pos | Pilota                 | Moto       | Tempo     | Punti |
| --- | ---------------------- | ---------- | --------- | ----- |
| 1   | Carlos Lavado          | Yamaha     | 49:09.170 | 15    |
| 2   | Christian Sarron       | Yamaha     | +8.080    | 12    |
| 3   | Manfred Herweh         | Real       | +8.350    | 10    |
| 4   | Jean-François Baldé    | Chevallier | +8.630    | 8     |
| 5   | Guy Bertin             | MBA        | +13.930   | 6     |
| 6   | Jacques Bolle          | Pernod     | +26.160   | 5     |
| 7   | Jean-Louis Guignabodet | Rotax      | +38.100   | 4     |
| 8   | Jean-Marc Toffolo      | Rotax      | +55.680   | 3     |
| 9   | Massimo Matteoni       | Yamaha     | +55.890   | 2     |
| 10  | Patrick Fernandez      | Bartol     | +1:04.670 | 1     |
| 11  | Teruo Fukuda           | Yamaha     | +1:04.880 |       |
| 12  | Siegfried Minich       | Rotax      | +1:05.110 |       |
| 13  | Thierry Rapicault      | Yamaha     | +1:06.750 |       |
| 14  | Bruno Lüscher          | Yamaha     | +1:13.440 |       |
| 15  | Thierry Espié          | Chevallier | +1:21.670 |       |
| 16  | Harald Eckl            | Yamaha     | +1:32.010 |       |
| 17  | Jean-Michel Mattioli   | Yamaha     | +1:35.780 |       |
| 18  | Kiyotaka Sakai         | Yamaha     | +1:41.810 |       |
| 19  | Tony Head              | Armstrong  | +1 giro   |       |
| 20  | Edwin Weibel           | Yamaha     |           |       |
| 21  | Manfred Obinger        | Yamaha     |           |       |

### Ritirati
| Pilota               | Moto       | Motivo | Griglia |
| -------------------- | ---------- | ------ | ------- |
| Didier de Radiguès   | Chevallier |        | 1       |
| Leif Nielsen         | Rotax      |        | 4       |
| Martin Wimmer        | Yamaha     |        | 9       |
| Ivan Palazzese       | Yamaha     |        | 11      |
| Hervé Guilleux       | Kawasaki   |        | 12      |
| Jean-Louis Tournadre | Yamaha     |        | 15      |
| Roland Freymond      | Armstrong  |        | 16      |
| Alan Carter          | Yamaha     |        | 17      |
| Paolo Ferretti       | Rotax      |        | 18      |
| Reinhold Roth        | MBV        |        | 19      |
| Herbert Bessendörfer | Yamaha     |        | 22      |
| Bernard Fau          | Yamaha     |        | 25      |
| Toni Garcia          | Yamaha     |        | 27      |
| Gabriel Grabia       | Yamaha     |        | 31      |
| Luis Miguel Reyes    | Kobas      |        | 34      |
| Ángel Nieto          | Yamaha     |        | 35      |

## Classe 125
36 piloti alla partenza.

### Arrivati al traguardo
| Pos | Pilota               | Moto    | Tempo     | Punti |
| --- | -------------------- | ------- | --------- | ----- |
| 1   | Bruno Kneubühler     | MBA     | 35:16.670 | 15    |
| 2   | Maurizio Vitali      | MBA     | +1.740    | 12    |
| 3   | Stefano Caracchi     | MBA     | +7.080    | 10    |
| 4   | Johnny Wickström     | MBA     | +14.540   | 8     |
| 5   | Pierluigi Aldrovandi | MBA     | +15.000   | 6     |
| 6   | Lucio Pietroniro     | MBA     | +15.410   | 5     |
| 7   | Erich Klein          | MBA     | +26.940   | 4     |
| 8   | Stefan Dörflinger    | MBA     | +39.250   | 3     |
| 9   | Hugo Vignetti        | MBA     | +48.790   | 2     |
| 10  | Jacky Hutteau        | MBA     | +49.350   | 1     |
| 11  | Ángel Nieto          | Garelli | +54.820   |       |
| 12  | Anton Straver        | MBA     | +1:19.070 |       |
| 13  | Helmut Lichtenberg   | MBA     | +1:19.890 |       |
| 14  | Libero Piccirillo    | MBA     | +1:23.900 |       |
| 15  | Jean-Claude Selini   | MBA     | +1:27.930 |       |
| 16  | Paul Bordes          | MBA     | +1:30.110 |       |
| 17  | Alojz Pavlič         | MBA     | +1:33.620 |       |
| 18  | Robert Hmeljak       | MBA     | +1:41.070 |       |
| 19  | Zdravko Matulja      | MBA     | +1:45.960 |       |

### Ritirati
| Pilota              | Moto      | Motivo | Griglia |
| ------------------- | --------- | ------ | ------- |
| Fausto Gresini      | MBA       |        | 1       |
| Hans Müller         | MBA       |        | 3       |
| Ricardo Tormo       | MBA       |        | 4       |
| Gerhard Waibel      | MBA       |        | 6       |
| Pier Paolo Bianchi  | Sanvenero |        | 7       |
| August Auinger      | MBA       |        | 10      |
| Willy Pérez         | MBA       |        | 15      |
| Henk van Kessel     | MBA       |        | 16      |
| Rolf Rüttimann      | MBA       |        | 19      |
| Ezio Gianola        | MBA       |        | 20      |
| Andrés Sánchez      | MBA       |        | 23      |
| Janez Pintar        | MBA       |        | 26      |
| Per-Edvard Carlsson | MBA       |        | 30      |
| Massimo de Lorenzi  | MBA       |        | 31      |
| Giuseppe Ascareggi  | MBA       |        | 32      |
| Hans Spaan          | MBA       |        | 33      |
| Bady Hassaine       | MBA       |        | 34      |

## Classe 50
36 piloti alla partenza.

### Arrivati al traguardo
| Pos | Pilota              | Moto     | Tempo     | Punti |
| --- | ------------------- | -------- | --------- | ----- |
| 1   | Stefan Dörflinger   | Kreidler | 34:12.400 | 15    |
| 2   | Hans Spaan          | Kreidler | +24.880   | 12    |
| 3   | Rainer Kunz         | MBA      | +25.300   | 10    |
| 4   | Zdravko Matulja     | Tomos    | +42.190   | 8     |
| 5   | George Looijesteijn | Kreidler | +57.640   | 6     |
| 6   | Rainer Scheidhauer  | Kreidler | +1:08.700 | 5     |
| 7   | Gerhard Bauer       | Ziegler  | +1:10.920 | 4     |
| 8   | Otto Machinek       | Kreidler | +1:22.270 | 3     |
| 9   | Mario Stocco        | Kreidler | +1:23.680 | 2     |
| 10  | Jos van Dongen      | Kreidler | +1:39.870 | 1     |
| 11  | Claudio Granata     | Kreidler | +1:46.870 |       |
| 12  | Thomas Engl         | Engl     | +1 giro   |       |
| 13  | Kasimir Rapczynski  | Kreidler |           |       |
| 14  | Mijo Lisjak         | Kreidler |           |       |
| 15  | Stefan Kurfiss      | Kreidler | +2 giri   |       |
| 16  | Mika-Sakari Komu    | Kreidler |           |       |
| 17  | Bojan Mikloš        | Kreidler |           |       |
| 18  | T. Peršić           | Sever    |           |       |
| 19  | Ian McConnachie     | Rudge    |           |       |
| 20  | Reiner Koster       | Kroko    |           |       |

### Ritirati
| Pilota             | Moto       | Motivo | Griglia |
| ------------------ | ---------- | ------ | ------- |
| Ricardo Tormo      | Bultaco    |        | 2       |
| Massimo de Lorenzi | Minarelli  |        | 7       |
| Theo Timmer        | Casal      |        | 9       |
| Gerhard Singer     | Kreidler   |        | 10      |
| Hagen Klein        | FKN        |        | 11      |
| Claudio Lusuardi   | Moto Villa |        | 14      |
| Paul Rimmelzwaan   | Roton      |        | 15      |
| Paul Bordes        | Moto 2L    |        | 16      |
| Ingo Emmerich      | EV         |        | 17      |
| Peter Verbič       | Kreidler   |        | 18      |
| Mauro Mordenti     | Rossi      |        | 22      |
| Lajos Horti        | Kreidler   |        | 28      |
| Uroš Tomanović     | Kreidler   |        | 30      |
| Radovan Stanojević | Sever      |        | 34      |
| Rajko Mitrović     | Sever      |        | 35      |
| Klaus Kull         | Kawadrom   |        | 36      |